# Loucelles
Loucelles ist eine französische Gemeinde mit 204 Einwohnern (Stand: 1. Januar 2022) im Département Calvados in der Region Normandie. Sie gehört zum Arrondissement Bayeux und zum Kanton Thue et Mue. Die Einwohner werden als Loucellois bezeichnet.

## Geografie
Loucelles liegt rund zehn Kilometer südöstlich von Bayeux und 17,5 Kilometer nordwestlich von Caen. Umgeben wird die Gemeinde von: 
- Coulombs im Norden,
- Thue et Mue im Osten und Süden,
- Audrieu im Südwesten,
- Ducy-Sainte-Marguerite im Westen,
- Carcagny in nordwestlicher Richtung.

## Bevölkerungsentwicklung
| Jahr                             | 1793 | 1836 | 1876 | 1926 | 1946 | 1968 | 1990 | 2016 |
| Einwohner                        | 220  | 246  | 206  | 122  | 130  | 116  | 113  | 183  |
| Quelle: Cassini, EHESS und INSEE |      |      |      |      |      |      |      |      |

## Sehenswürdigkeiten
- Kirche Notre-Dame aus dem 12. Jahrhundert, seit 1927 Monument historique[2]
- Schloss Loucelles aus dem 18. Jahrhundert
- Lavoir

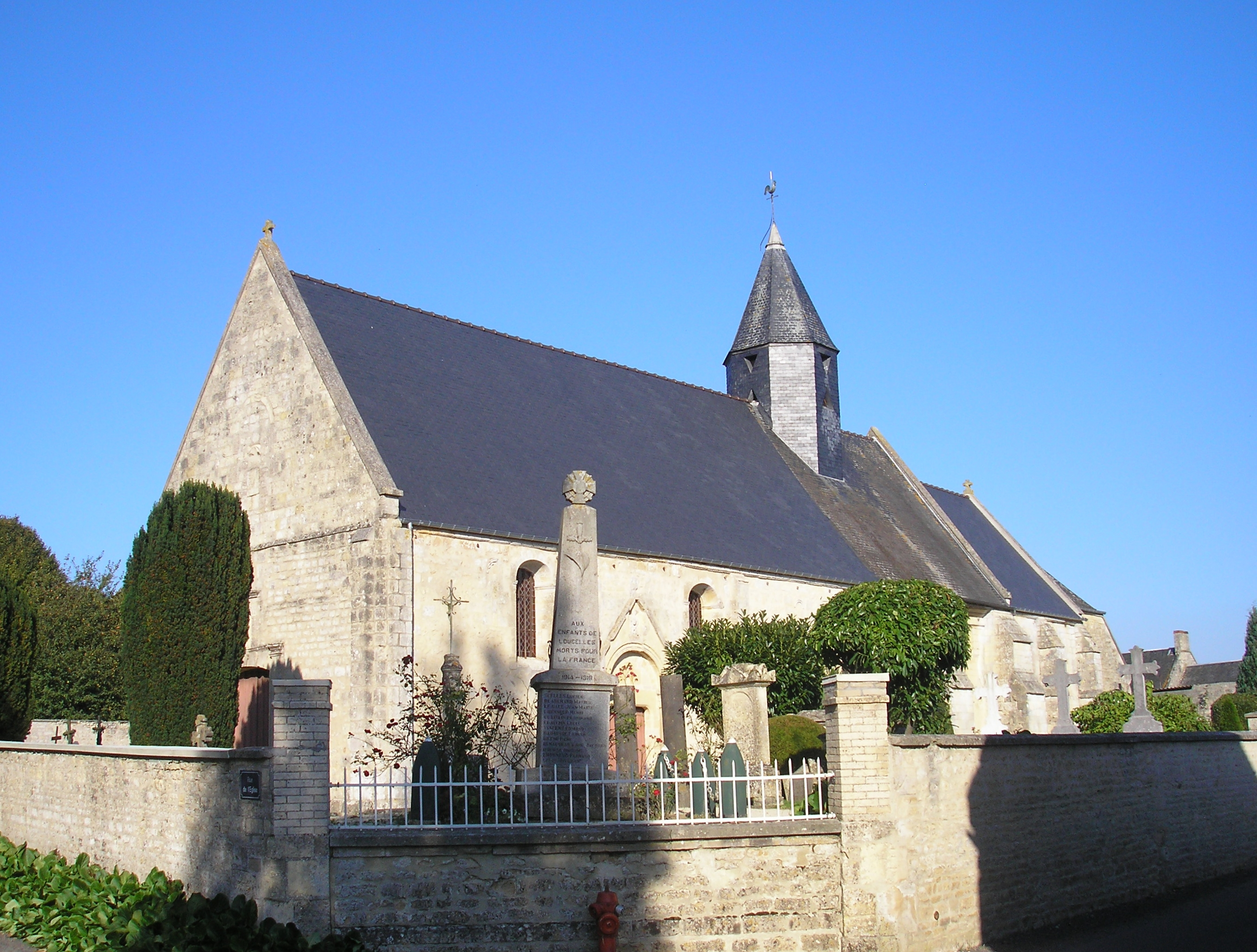
Kirche Notre-Dame
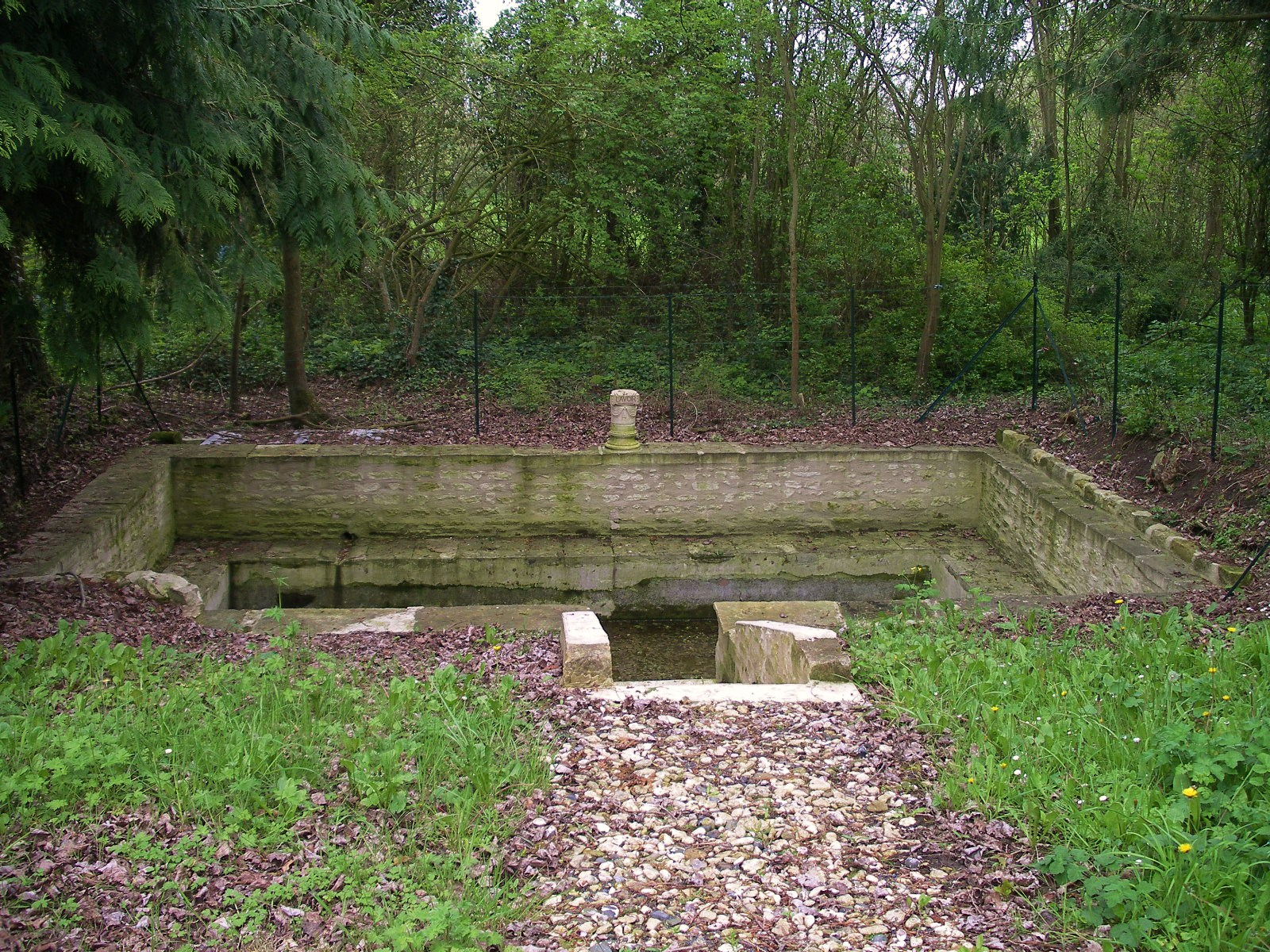
Lavoir